# 2011 au Maroc
Chronologie du Maroc
- 2007
- 2008
- 2009
- 2010
- 2011
- 2012
- 2013
- 2014
- 2015

Cet article présente les faits marquants de l'année 2011 au Maroc ou relatifs au Maroc.

## Événements

### Janvier 2011
- Mercredi 5 janvier 2011 : les autorités marocaines ont interdit pour la troisième fois une cérémonie de remise d'un prix par l'ONG Transparency-Maroc à deux militants des droits de l'Homme, l'avocat de gauche Abderrahim Berrada, et le militant associatif Chakib Khiyari, qui a été condamné en février 2009 à trois ans de prison ferme après avoir été accusé de « perception de sommes d'argent de parties étrangères (pour) discréditer les efforts déployés par les autorités marocaines dans la lutte contre le trafic de drogue[1] ».

### Février 2011
- Jeudi 3 février 2011 [2]:
  - Un appel à « manifester pacifiquement » a été lancé par un groupe de jeunes Marocains sur le réseau social Facebook pour le 20 février. Ce groupe qui appelle à des réformes démocratiques et constitutionnelles dit compter près de 3.400 sympathisants. D'autre part, un groupe de jeunes diplômés-chômeurs a annoncé qu'il donnait au gouvernement jusqu'au 10 février pour tenir sa promesse d'embaucher 1.888 des leurs. De jeunes diplômés sans emploi manifestent régulièrement depuis des années devant le parlement à Rabat, réclamant d'entrer dans la fonction publique. Ils ont suspendu leur mouvement depuis deux semaines, après avoir reçu des assurances du gouvernement
  - Le ministre de la communication, Khalid Naciri, estime que le Maroc « s'est engagé depuis longtemps dans un processus irréversible de démocratie et d'ouverture de l'espace des libertés […] les citoyens peuvent s'exprimer librement […] tant que cela se déroule dans le plein respect des intérêts vitaux ».

- Lundi 7 février 2011 : le mouvement islamiste Justice et bienfaisance, interdit mais toléré par les autorités et un des plus importants du Maroc, « salue les manifestations en Tunisie et en Égypte » et appelle à un « changement fondamental démocratique urgent […] afin d'instaurer une véritable séparation des pouvoirs » et à « l'établissement de mécanismes mettant fin à l'autocratie ». Les responsables du mouvement qui se « définit comme un mouvement pacifique à référence islamique » annoncent près de 200 000 adhérents soit 5 fois plus que ce que les autorités estiment[3].

- Vendredi 18 février 2011 : une manifestation de plusieurs centaines de personnes à Tanger, organisée par une branche locale du groupe altermondialiste Attac, pour protester contre des tarifs jugés excessifs du service de l'eau, dégénère dans la soirée[4].

- Dimanche 20 février 2011 : plusieurs milliers de manifestants à Casablanca et Rabat pour réclamer des réformes politiques et une nouvelle Constitution démocratique limitant les pouvoirs du roi et plus de justice sociale. Ces manifestations ont été appelées par le « mouvement du 20 février » et les jeunes du mouvement islamiste « Justice et bienfaisance ». D'autres manifestations à Marrakech, Larache et El Hoceima ont connu des incidents[5].

- Lundi 21 février 2011 :
  - Les corps calcinés de 5 personnes ont été découverts dans une banque de Al-Hoceima incendiée lors de troubles ayant suivi les manifestations pro-réformes de la veille. D'autre part, 128 personnes, dont 115 membres des forces de l'ordre, ont été blessées lors de troubles survenus dans plusieurs villes.
  - Le roi Mohamed VI déclare  qu'il ne cédera pas à « la démagogie et à l'improvisation » estimant que l'édification d'une véritable démocratie devrait aller de pair avec un développement humain durable[6].

- Samedi 26 février 2011 : manifestation d'un millier de personnes pour revendiquer des « réformes politiques et une nouvelle constitution », « Justice, dignité et liberté ». Le roi Mohammed VI s'est pour sa part dit attaché à la « poursuite des réformes » et a exprimé sa volonté de « consolider [le modèle marocain] par de nouvelles réformes »[7].

### Mars 2011
- Mardi 1er mars 2011 : Canal+ annonce l'arrêt de la commercialisation des abonnements au Maroc, « aussi longtemps que le contrôle du piratage ne portera pas ses fruits ». Les abonnés existants continueront, par le biais de cartes prépayées, de recevoir Canal + par satellite jusqu'à la fin de 2011[8].

- Dimanche 6 mars 2011, Rabat : manifestation éclair, organisée via Facebook, de quelques centaines de personnes devant le Parlement pour réclamer « un État de droit, une Constitution qui respecte les droits de l'homme », des réformes politiques et sociales pour un « changement radical »[9].

- Mercredi 9 mars 2011 : le roi Mohammed VI a annoncé une importante « réforme constitutionnelle globale », prévoyant « l'élargissement des libertés individuelles et collectives ». Cette prochaine réforme constitutionnelle sera soumise à « un référendum populaire »[10],[11]. Création de la Commission royale Mennouni pour la révision de la constitution marocaine, à la tête de laquelle est nommé Abdeltif Menouni.

- Dimanche 13 mars 2011, Casablanca : une manifestation d'une centaine de personnes, pour la plupart militants du mouvement islamiste Justice et bienfaisance pour demander des réformes politiques, a été dispersée par les forces de l'ordre, faisant une dizaine de blessés dont un journaliste du quotidien Al Ahdath Almaghribia[12].

- Mardi 15 mars 2011 : des dizaines de personnes ont été blessées à Khouribga après la démantèlement par la police d'un sit-in tenu depuis un mois par les enfants des retraités de l'Office chérifien des phosphates. Six membres des forces de l'ordre ont été blessés, « sept voitures ont été brûlées dans le quartier populaire L'byoute et la direction de l'OCP a pris feu ». Le Maroc, troisième producteur mondial de phosphates après les États-Unis et la Chine, en détient 75 % des ressources exploitables. En 2008, quelque 12 millions de tonnes de phosphates ont été exportées et environ 2,8 millions de tonnes d'acide phosphorique produites, dont 1,7 million de tonnes vendues à l'étranger[13].

- Dimanche 20 mars 2011 : plusieurs milliers de personnes ont manifesté à Rabat (4 000) et Casablanca (10 000 selon les organisateurs), pour réclamer davantage de démocratie et de justice sociale, malgré la récente annonce par le roi Mohammed VI de profondes réformes politiques. L'appel à manifester est soutenu par l'association Justice et Bienfaisance, considérée comme le principal mouvement islamiste au Maroc, ainsi que par plusieurs associations ou ONG, comme l'Association marocaine des droits humains (AMDH)[14].

- Mardi 22 mars 2011 : les journalistes et le personnel de l'agence Maghreb Arabe Presse, souvent critiquée pour sa proximité vis-vis du pouvoir officiel, revendiquent « l'indépendance éditoriale » et l'amélioration de leurs conditions de travail : « Nous voulons une agence d'information et non pas une agence de propagande […] Nous voulons une agence nationale qui puisse exprimer toutes les tendances politiques et sociales du Maroc […] Nous ne voulons plus d'instructions venant d'en haut »[15].

- Samedi 26 mars 2011 : un groupe baptisé Mouvement du 9 mars, partisans du roi Mohammed VI, vient de se constituer pour s’opposer au Mouvement du 20 février. Le 9 mars, le souverain marocain a tenté de couper court à la vague de contestation en prononçant un discours à la nation dans lequel il a promis une révision de la Constitution, un gouvernement issu des élections, non plus désigné, et a nommé pour ouvrir ce chantier une commission ad hoc[16].

### Avril 2011
- Dimanche 3 avril 2011 : quelque 2 500 manifestants à Casablanca pour réclamer davantage de « démocratie et de justice sociale », en particulier l'abrogation de l'article 19 de la Constitution qui consacre le statut religieux du roi[17].

- Jeudi 14 avril 2011 : le roi Mohammed VI du Maroc a gracié 190 détenus politiques, dont des islamistes, des Sahraouis et des politiques [18].

- Mardi 19 avril 2011 : le site « reforme.ma » a déjà permis à plus de 100 000 Marocains de s'exprimer librement article par article sur les modifications de la Constitution proposées depuis le 9 mars par le roi[19].

- Vendredi 22 avril 2011 : à la suite d'une bagarre entre étudiants, un groupe de vandales cagoulés ont commis des actes de vandalisme dans la cité universitaire Souissi I et sur la ligne du tramway[20].

- Dimanche 24 avril 2011 : troisième journée de manifestations pacifiques dans plusieurs villes du Maroc (Casablanca, Tanger, Marrakech, Rabat et Fès) pour réclamer davantage de démocratie et de justice sociale. L'ensemble des défilés auraient regroupés quelque 20 000 personnes selon les organisateurs[21],[22].

- Mercredi 27 avril 2011 : à la suite d'une rencontre entre le premier ministre Abbas El Fassi et les syndicats, le gouvernement annonce une augmentation des fonctionnaires (mai, 50 euros), du salaire minimum agricole (juillet), de la pension minimale de retraite (entre 50 et 90 euros) et du quota de promotion interne (+ 66 % en deux étapes). Le roi a demandé que les ouvriers agricoles puissent bénéficier d'une couverture et d'une assistance médicales[23].

- Jeudi 28 avril 2011 : attentat à l'explosif dans un café-restaurant de la place centrale très touristique de Marrakech. Le bilan est de 16 morts (dont 12 étrangers) et 26 autres blessées (dont 18 étrangers)[24],[25]. Il s'agit de l'attentat le plus meurtrier au Maroc depuis les attaques islamistes de 2003 à Casablanca. Le roi Mohammed VI du Maroc ordonne une enquête rapide et transparente et exige que l'opinion publique soit informée de ses conclusions des investigations.

- Vendredi 29 avril 2011 : Selon la police, un couple de néerlandais a pu décrire le terroriste et donner des informations importantes sur la façon dont il a procédé[26]. Le ministre de l'Intérieur Taib Cherkaoui a présenté à des députés puis à la presse un premier point sur l'enquête. Le responsable de l'attentat appartiendrait aux réseaux d'Al Qaïda[27],[28],[29]. Sous la pression des islamistes, la Commission Mennoui renonce à certaines réformes constitutionnelles garantissant la liberté de conscience ou l’égalité homme-femme.

### Mai 2011
- Dimanche 1er mai 2011 : quelque 3 000 personnes ont participé au défilé de la fête du travail à Rabat[30].

- Jeudi 5 mai 2011, attentat de Marrakech : Trois Marocains sont arrêtés à Safi, dont l'auteur principal qui a fabriqué la bombe qui a tué 16 personnes, dont 8 Français. Le groupe serait lié à AQMI et était connu pour avoir « participé au recrutement de combattants pour l'Irak »[31].

- Vendredi 6 mai 2011, attentat de Marrakech : Une 17e victime (suisse) grièvement blessée est morte[32]. Le gouvernement marocain se félicite de la bonne coopération avec les services français et autres étrangers de police et du renseignement. Selon le porte-parole du gouvernement, l'auteur principal de l'attentat « a appris à fabriquer des bombes pour tuer des innocents sur internet. L'objectif, fondamentalement, était de faire mal au Maroc et aux touristes qui croient pouvoir venir dans un pays de paix et de tranquillité »[33].

- Samedi 9 mai 2011 : Al-Qaïda au Maghreb islamique nie toute implication dans l'attentat meurtrier de Marrakech.

- Dimanche 8 mai 2011 :
  - Quelque 5 000 personnes ont défilé à Marrakech pour dénoncer l'attentat terroriste du 28 avril et pour demander une Constitution populaire et démocratique[34],[35].
  - Un canot pneumatique rapide, transportant près d'une tonne de résine de cannabis, a été intercepté par la marine royale entre Tanger et Gibraltar, avec 3 trafiquants à son bord[36].

- Mardi 10 mai 2011, attentat de Marrakech : Trois autres personnes soupçonnées d'être impliquées dans l'attentat du 28 avril ont été arrêtées à Safi[37].

- Dimanche 15 mai 2011, attentat de Marrakech : Manifestation de plusieurs milliers de personnes à Marrakech pour protester contre l'attentat meurtrier et pour réclamer des réformes démocratiques. D'autre part, un regroupement d'une centaine de personnes a été dispersé par la police alors qu'elles tentaient de s'approcher d'une centre de détention près de Rabat[38].

- Mardi 17 mai 2011 :
  - Attentat de Marrakech : les sept suspects ont été inculpés « constitution de bande criminelle en vue de préparer et commettre des actes terroristes ». Ils seront jugés devant la cour d'appel de Rabat en vertu de la loi antiterroriste qui a été adoptée au Maroc en 2004. Ils sont également accusés de « porter gravement atteinte à l'ordre public, assassinat avec préméditation et guet-apens, détention et fabrication d'explosifs et appartenance à un groupe religieux interdit ». L'attentat commis sur la terrasse du café Argana sur la célèbre place Djemaa el-Fna a eu lieu le 28 avril et a tué dix-sept personnes, dont huit Français.
  - Mutinerie violente de plusieurs dizaines de prisonniers salafistes de la prison de Salé (près de Rabat) qui ont affronté les forces de l'ordre[39].

### Juillet 2011
- 1er juillet 2011 : Référendum constitutionnel, la population approuve à 98 % de suffrages exprimés (participation : 75 %) la réforme de la constitution octroyant davantage de libertés publiques et une meilleure séparation des pouvoirs entre la monarchie et le parlement. La chambre basse du parlement marocain,la Chambre des représentants est dissoute et des élections anticipées sont organisées pour le mois décembre.
- 24 juillet 2011: ouverture à Laayoune du premier congrès national du Mouvement mondial pour le soutien du Sahara marocain.

### Août 2011
- 26 août 2011: un grave incendie touche le souk Melillia à Oujda.Bilan: d'importants dégâts matériels, mais aucune victime n'est à déplorer, selon les autorités locales.
Les équipes d'intervention ont trouvé des difficultés pour circonscrire rapidement le feu en raison notamment du nombre limité de points d'accès au souk qui est entouré d'un mur, l'existence de produits inflammables et le nombre important de boutiques, selon le commandant de la protection civile à Oujda. 
Par ailleurs, les éléments de la police ont arrêté 58 personnes auteurs présumés d'actes de «pillage» et de «vol» lors de cet incendie. «Les auteurs de ces actes ont été arrêtés en flagrant délit»[40].

### Septembre 2011
- 3 septembre 2011 : un incendie a ravagé souk Hay al-Massira dans la préfecture Moulay Rachid de Casablanca. Bilan : 56 baraques ont été détruites.

### Novembre 2011
- Vendredi 25 novembre 2011 : organisation d'élections législatives anticipées après le référendum constitutionnel du 1er Juillet 2011. Le pays connait alors d'importantes manifestations populaires contre les difficultés économiques et sociales et demandant davantage de libertés politiques.
  - Résultats : participations 45,4 %. 1er PJD (27,1 % et 107 élus), 2e PI (15,2 % et 60 élus), 3e RNI (13,2 % et 52 élus), 4e PAM (11,9 % et 47 élus) , 5e USFP (9,9 % et 39 élus)… C'est le meilleur résultat électoral du PJD depuis sa création en 1998.
  - Analyse : ces élections ont été organisées à la suite de la dissolution de la Chambre des représentants par le roi, devant les nombreuses manifestations réclament des réformes politiques. Le parti islamiste (PJD), qui s'est tenu à l'écart du mouvement de protestation en est le grand bénéficiaire. Il devient le premier parti du parlement et confirme sa domination sur la scène politique marocaine. Le succès du PJD amène le roi Mohammed VI à demander au parti de former un nouveau gouvernement, qui deviendra le gouvernement Benkhiran.